# Campionat del Món de billar a una banda
El Campionat del Món de billar a una banda és una competició de billar celebrada a intervals irregulars des de 1934. Des de 1968 és organitzada per la UMB (Union Mondiale de Billard), prèviament organitzada per la UIFAB (Union Internationale des Fédérations des Amateurs de Billard).

## Historial
Font:
| Num. | Any    | Seu                   | Campió              | P.    | Finalista              | P.    |
| ---- | ------ | --------------------- | ------------------- | ----- | ---------------------- | ----- |
| 01   | 1934/1 | Vichèi                | Ernst Reicher       | 2,39  | Alfredo Ferraz         | 2,95  |
| 02   | 1934/2 | París                 | Jean Albert         | 3,24  | Jan Sweering           | 2,85  |
| 03   | 1935   | Niça                  | Jacques Davin       | 3,01  | Ernst Reicher          | 2,81  |
| 04   | 1937   | Montargis             | Robert Tolédano     | 3,07  | Jacques Davin          | 3,27  |
| 05   | 1968   | Tournai               | Raymond Ceulemans   | 13,11 | Jean Marty             | 6,51  |
| 06   | 1974   | Tournai               | Ludo Dielis         | 16,16 | Christ van der Smissen | 10,35 |
| 07   | 1976   | Lovaina               | Raymond Ceulemans   | 15,05 | Christ van der Smissen | 8,69  |
| 08   | 1977   | Rotterdam             | Raymond Ceulemans   | 13,71 | Christ van der Smissen | 9,72  |
| 09   | 1978   | Bruges                | Raymond Ceulemans   | 12,84 | Francis Connesson      | 12,42 |
| 10   | 1979   | Mollerussa            | Raymond Ceulemans   | 10,81 | Ludo Dielis            | 10,42 |
| 11   | 1981   | Múrcia                | Ludo Dielis         | 13,50 | Raymond Ceulemans      | 10,33 |
| 12   | 1983   | Rucphen               | Ludo Dielis         | 12,07 | Wolfgang Zenkner       | 9,25  |
| 13   | 1984   | Copenhaguen           | Raymond Ceulemans   | 14,63 | Christ van der Smissen | 9,67  |
| 14   | 1992   | Duisburg              | Fonsy Grethen       | 7,51  | Peter de Backer        | 7,79  |
| 15   | 1995   | Carvin                | Jos Bongers         | 12,36 | Francis Connesson      | 10,56 |
| 16   | 1997   | Viena                 | Martin Horn         | 9,36  | Francis Connesson      | 8,59  |
| 17   | 2007   | Elda                  | Jean Paul de Bruijn | 16,40 | Frédéric Caudron       | 15,71 |
| 18   | 2009   | Cervera               | Wolfgang Zenkner    | 11,41 | Jean Paul de Bruijn    | 14,38 |
| 19   | 2014   | Saint-Brevin-les-Pins | Frédéric Caudron    | 14,63 | Jean Paul de Bruijn    | 10,79 |